# Kurt Wallander
Kurt Wallander je fiktivni lik policijskog komesara iz krimi romana Henninga Mankella. Po motivima većine romana snimljeni su filmovi u njemačko-švedskoj koprodukciji.
Kurt Wallander je policijski komesar iz Ystada koji u romanima rješava različita ubojstva. Razveden je, srednjih godina kog ponekad posjeti njegova kćer. Voli operu i često sluša taj žanr. Ne živi naročito zdravim životom tako da to polako ostavlja utjecaj na njegovom zdravlju. Ponekad posjećuje svog oca koji živi na selu i koji rado slika.
Originalne knjige o Kurtu Wallanderu su po redu ekranizirane i kao filmovi i kao serije.
Jan Guillou, poznati švedski krimi pisac "posudio" je lik Kurta Wallandera u desetoj knjizi o fiktivnom liku Hamiltonu (En medborgare höjd över varje misstanke) (Građanin izuzet svake sumnje) 1995. Guillou i Mankell su zajedno napisali TV seriju "Talismanen" u kojoj se glavni lik zove Wallton, što je u stvari premetaljka imena likova Wallandera i Hamiltona. I ovo djelo je ekranizirano a Wallandera glumi Lennart Jähkel.

## Filmovi o Kurtu Wallanderu s Rolfom Lassgårdom
|   | Švedski naslov (prvo emitiranje)             | Režija               | Scenarij                                                         | Naslov romana            |
| - | -------------------------------------------- | -------------------- | ---------------------------------------------------------------- | ------------------------ |
| 1 | Mördare utan ansikte (03.09.1995, SVT)       | Pelle Berglund       | Lars Björkman                                                    | Ubojice bez lica         |
| 2 | Hundarna i Riga (10.11.1995, Kino)           | Pelle Berglund       | Lars Björkman                                                    | Psi u Rigi               |
| 3 | Den vita lejoninnan (01.11.1996, Kino)       | Pelle Berglund       | Lars Björkman & Henning Mankell                                  | Bijela lavica            |
| 4 | Villospår (19.10.2001, SVT)                  | Leif Magnusson       | Leif Magnusson & Henning Mankell                                 | Na pogrešnom tragu       |
| 5 | Den femte kvinnan (08.03.2002, SVT)          | Birger Larsen        | Birger Larsen & Klas Abrahamsson                                 | Peta žena                |
| 6 | Mannen som log (26.12.2003, SVT)             | Leif Lindblom        | Tomas Tivemark, Michael Hjorth & Klas Abrahamsson                | Čovjek koji se smijao    |
| 7 | Steget efter (26.06.2005, Kino)              | Birger Larsen        | Birger Larsen, Klas Abrahamsson, Tomas Tivemark & Michael Hjorth | Ubojstvo na Ivanjsku noć |
| 8 | Brandvägg (26.11.2006, DVD; 19.01.2007, SVT) | Lisa Siwe            | Michael Hjorth                                                   | Firewall                 |
| 9 | Pyramiden (28.11.2007, DVD)                  | Daniel Lind Lagerlöf | Michael Hjorth, Hans Rosenfeldt & Henning Mankell                | Piramida                 |

## Vanjske poveznice
- Filmovi i serije o Kurtu Wallanderu na IMDb-u  Arhivirana inačica izvorne stranice od 9. travnja 2012. (Wayback Machine)